# Villa Schau ins Land

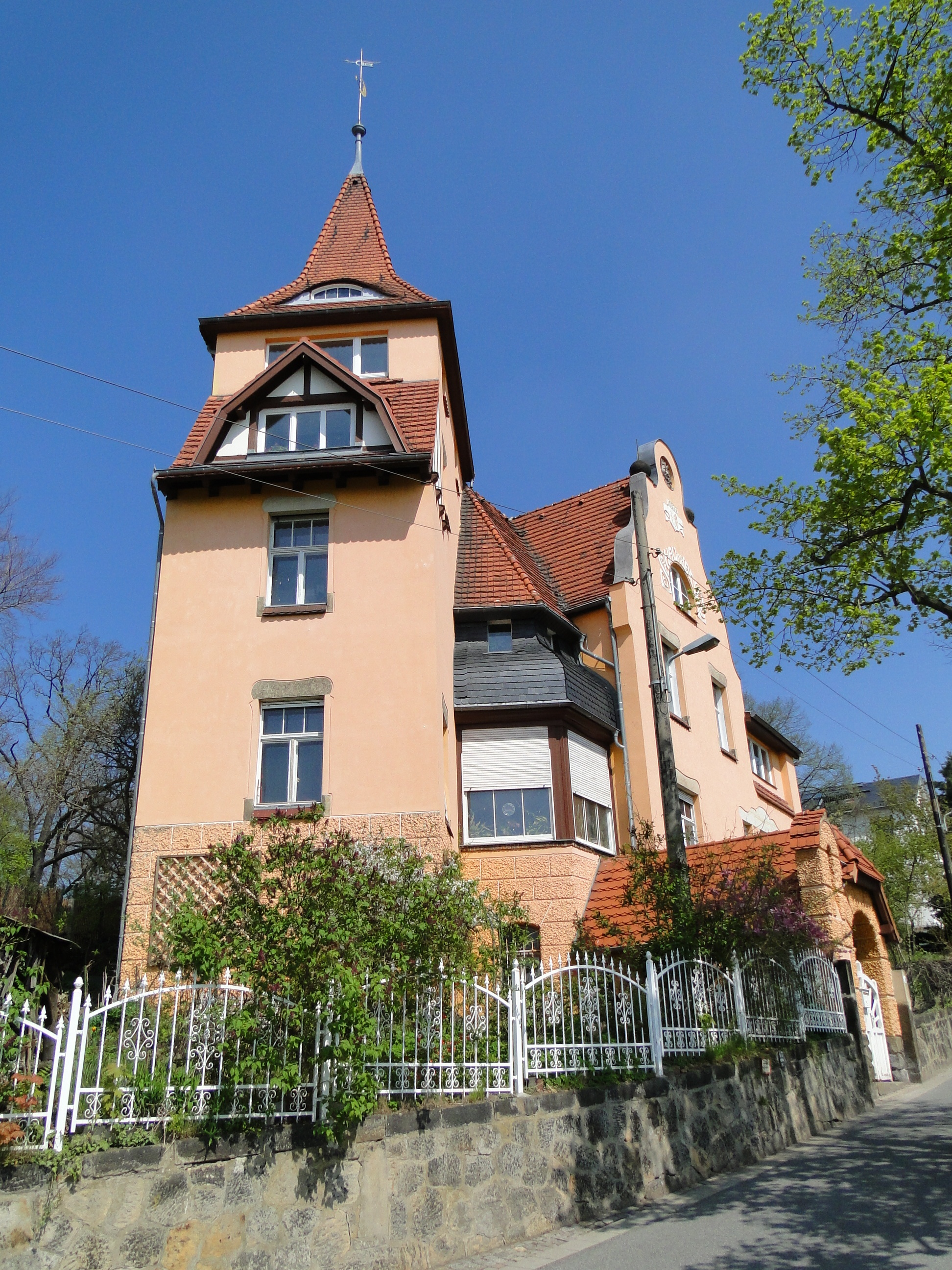
Villa Schau ins Land 2010

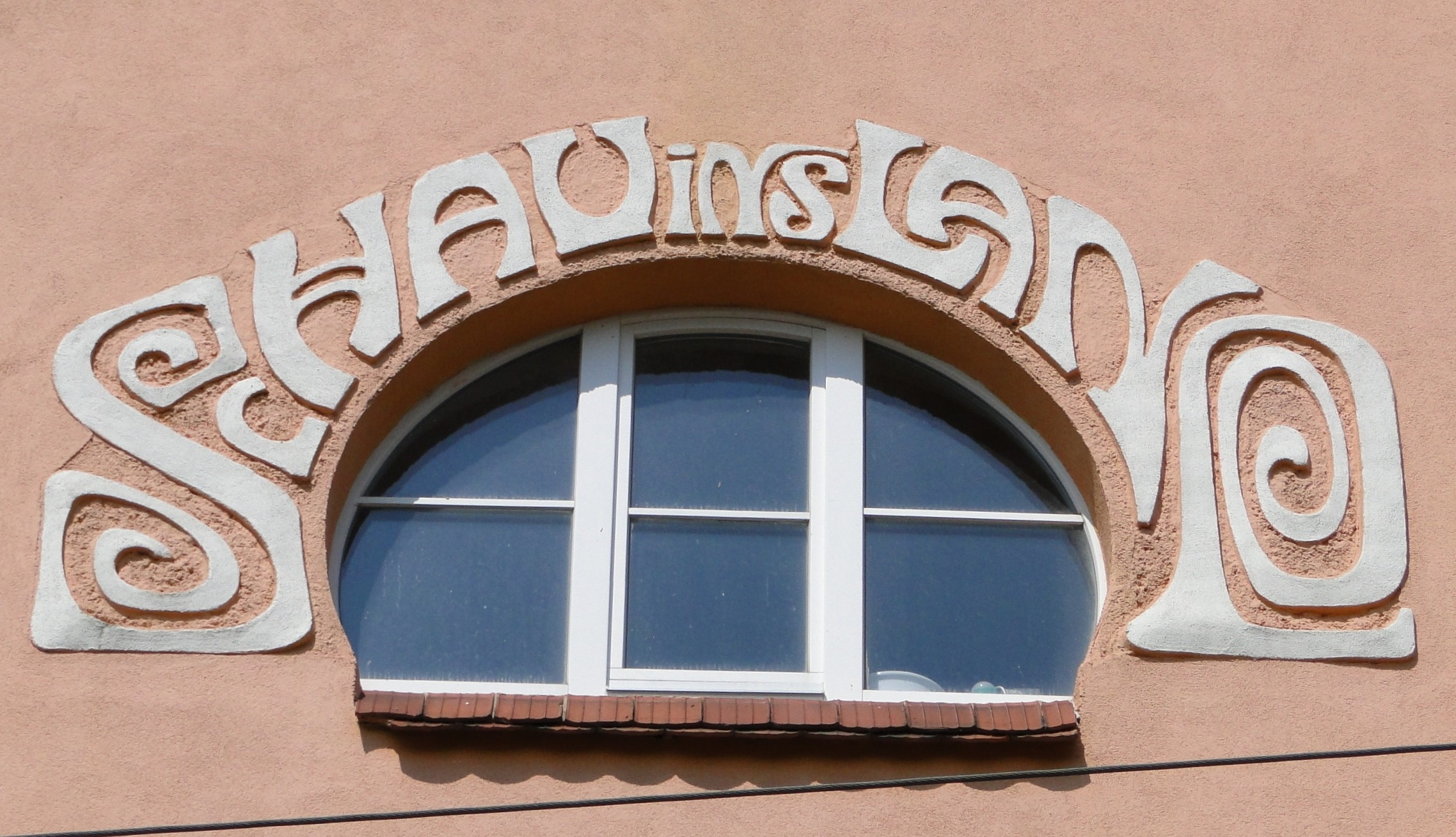
Villa Schau ins Land, Giebeldetail

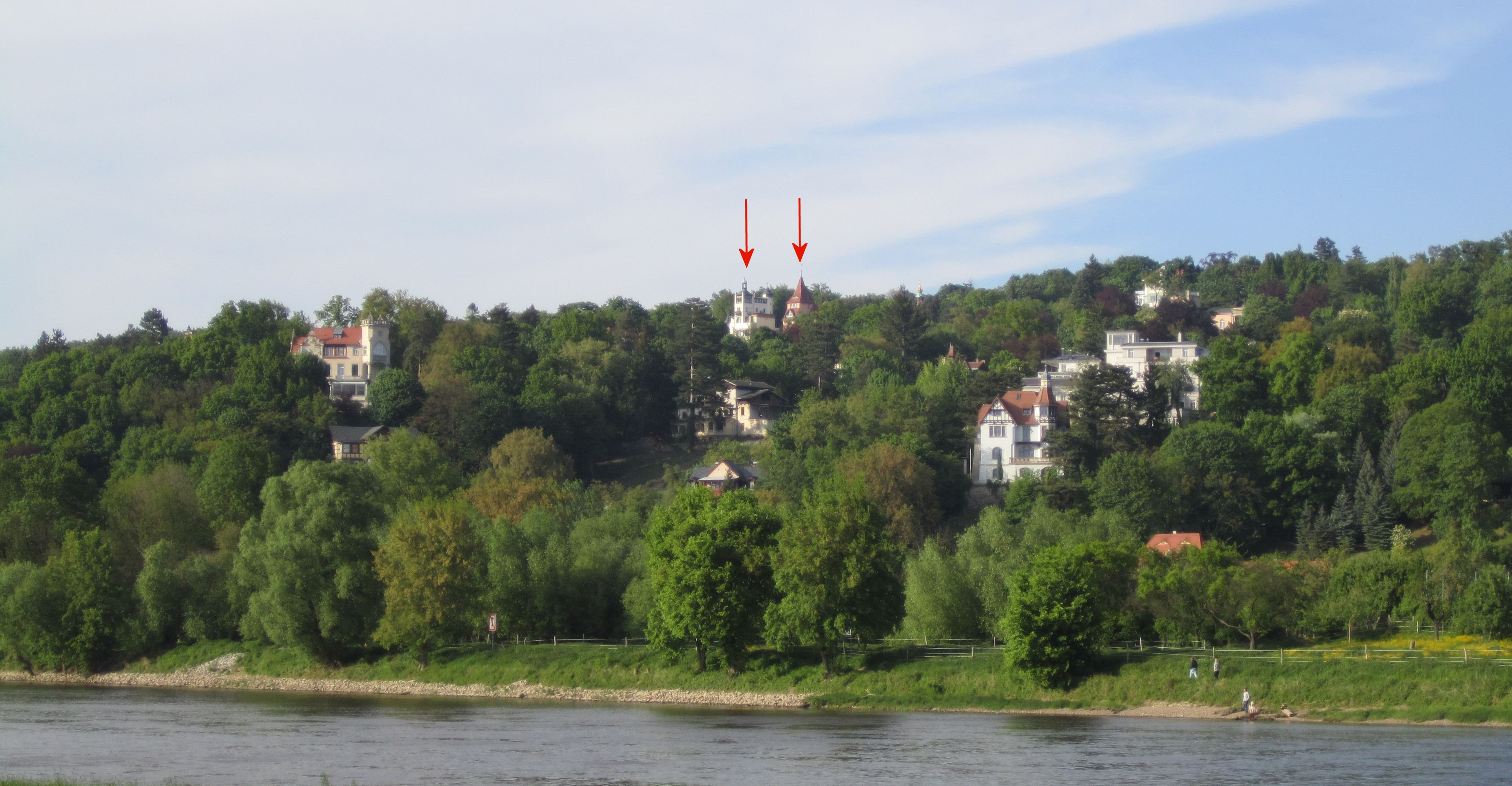
Villen Tiberius (links) und Schau ins Land (rechts), Blick vom Blauen Wunder nordwärts.

Die Villa Schau ins Land ist ein denkmalgeschütztes Gebäude auf der Hermann-Prell-Straße 9 im Dresdner Stadtteil Loschwitz.

## Geschichte
Die Villa Schau ins Land wurde 1902 von Theodor Richter für den Augenarzt Julius Christoph errichtet. Das Grundstück gehörte zum Besitz des Küchenmöbelfabrikanten Carl Eschebach. Nach weiteren Privatpersonen erwarb der Arzt Werner Kühne 1963 die Villa, durfte sie jedoch nicht bewohnen. Im Jahr 1995 wurde die Villa von der Familie Kühnes, der inzwischen verstorben war, saniert.

## Baubeschreibung
Die Villa Schau ins Land gehört mit der Villa Tiberius und der Villa Meßmacher auf derselben Straße „zu den eindrücklichsten [Gebäuden] der Villenkolonie“. Die Villa ist ein repräsentativer Bau mit geschwungenem Giebel und Turm mit Spitzhaubendach. Von ihm hat man einen guten Blick ins Elbtal, was der Villa ihren Namen gab. Das Gebäude wurde auf Granit erbaut, weswegen sein Grundriss unregelmäßig ist: Der Turmbau ist verhältnismäßig schmal und spitz zulaufend, während die Giebelseite der Villa versetzt der Straße zugewandt ist. Der Giebel ist mit dezenten Jugendstilornamenten versehen und trägt am Giebelfenster die Worte „Schau ins Land“.